# دان‌لرینگ (ویرجینیا)
دان‌لرینگ (به انگلیسی: Dunn Loring) یک منطقهٔ مسکونی در ایالات متحده آمریکا است که در شهرستان فرفکس، ویرجینیا واقع شده‌است. دان‌لرینگ ۶٫۱ کیلومتر مربع مساحت و ۸٬۸۰۳ نفر جمعیت دارد و ۱۳۳ متر بالاتر از سطح دریا واقع شده‌است.